# Lado-Enklave

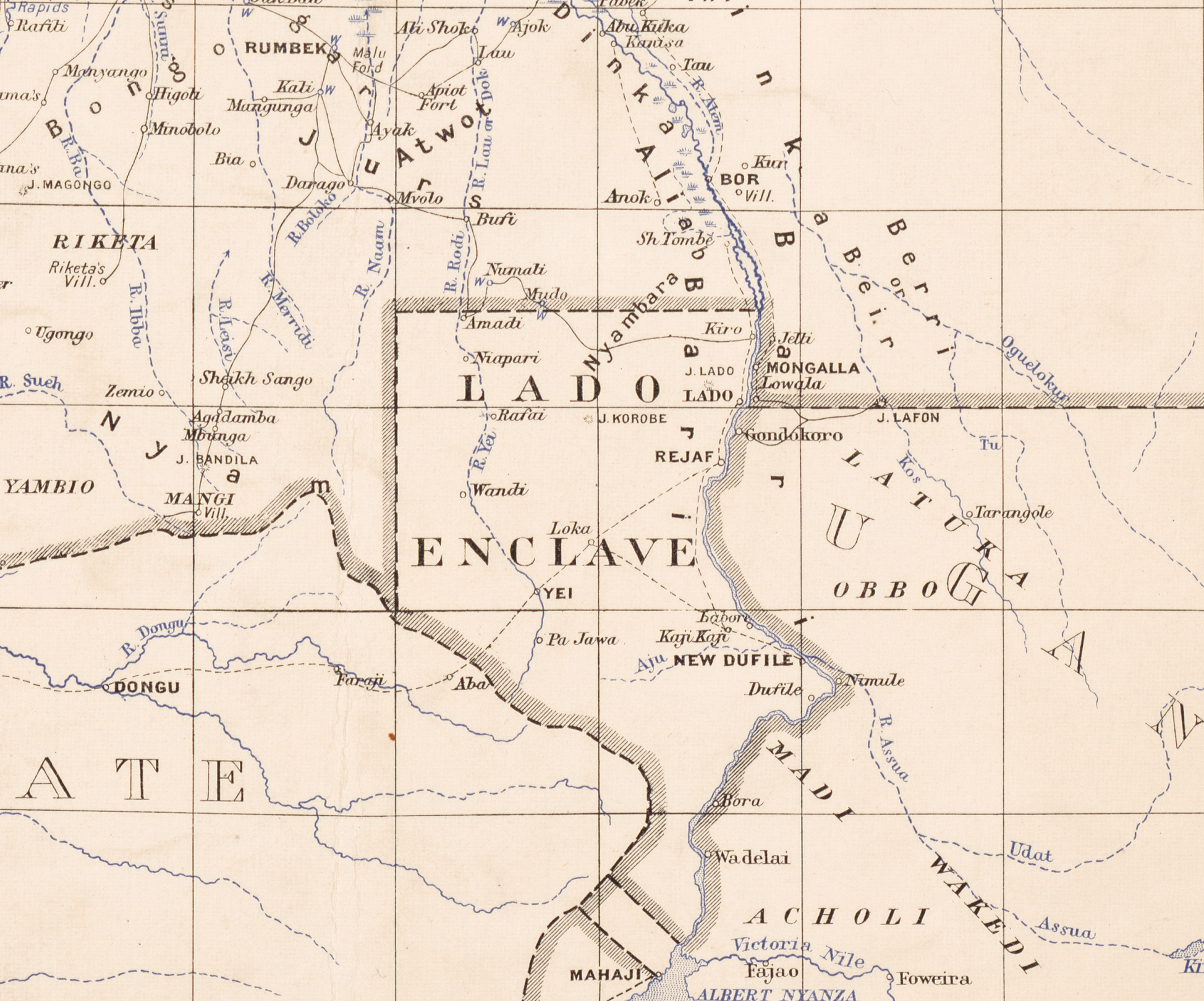
Karte der Lado-Enklave von 1904

Die Lado-Enklave (französisch Enclave de Lado) war ein von 1894 bis 1910 existierendes Pachtgebiet des Kongo Freistaats, das am Westufer des oberen Nils in einem Gebiet lag, das heute zu Südsudan und zu Uganda gehört. Es hatte eine Fläche von ca. 40.000 km² und eine Bevölkerung von etwa 250.000. Der Hauptort war Lado.

## Entwicklung
Das ursprüngliche Gebiet der Lado-Enklave wurde 1869 von Samuel White Baker im Auftrag des ägyptischen Khediven in Besitz genommen und gehörte dann zur ägyptischen Provinz Äquatoria des Türkisch-Ägyptischen Sudan. 1874 wurde Charles George Gordon der Nachfolger Bakers und verlegte die Hauptstadt von Gondokoro nach Lado. Gordon versuchte mit 300 Soldaten das Gebiet zu befrieden, aber nach dem Ende seines Mandats waren lediglich Lado und einige kleine Dörfer unter ägyptischer Verwaltung. Auf Gordon folgte 1878 Emin Pascha als Gouverneur, der den Ort Lado zu einer Stadt ausbauen ließ. In dieser Zeit wuchs Lado auf 5000 Einwohner und es waren eine Moschee, eine Koranschule, sowie ein Krankenhaus vorhanden.
Infolge des Mahdi-Aufstands im Sudan wurde die Enklave von der Zentralregierung abgeschnitten und aufgegeben. Um eine französische Expansion in den Sudan zu verhindern, verpachtete Großbritannien, das 1882 Ägypten besetzt hatte, im Namen Ägyptens das herrenlose Gebiet 1894 lebenslang an König Leopold II. von Belgien. Dadurch bekam der Kongo-Freistaat Zugang zu Rejaf und damit zum schiffbaren Nil. Im Gegenzug verpachtete Belgien einen Landstreifen im Ostkongo, den Großbritannien beim geplanten Bau der Eisenbahnlinie von Kapstadt nach Kairo benötigte.
Francis Dhanis, zu dieser Zeit Staatsinspektor, stellvertretender Generalgouverneur des Kongo-Freistaates und mit dem Oberbefehl über die Ostprovinz betraut, erhielt von Leopold II. den Auftrag, die Enklave mit einer bewaffneten Truppe zu besetzen. Zu Beginn des Jahres 1896 erreichte er mit einer ersten belgische Armee von 30 000 Truppen der Force Publique die Enklave. Diese Armee sollte von der Enklave weiter in den Sudan ziehen, um das Mahdi-Reich zu erobern. Sie war damals die mit Abstand größte Armee, die bis dahin im zentralen Afrika aufgestellt worden war. Laut dem belgischen Historiker David Van Reybrouck war sie jedoch nur ein „chaotischer Haufen“ von indigenen Hilfstruppen, gepressten Kongolesen sowie wenigen belgischen Offizieren. Folgerichtig scheiterte die Expedition, da sich die Truppen der Force Publique, vornehmlich Söldner der Volksgruppe der Tetela, im Februar 1897 gegen die belgischen Offiziere erhoben und zehn von ihnen töteten. Daraufhin zerstreute sich die riesige Armee. Das Scheitern der Expedition bedeutete, dass der Freistaat letztlich vermeiden konnte, an der britisch-französischen Konfrontation im Faschoda-Zwischenfall beteiligt zu sein. 1897 erreichte eine wesentlich kleinere, aber wesentlich schlagkräftigere belgische Kolonialarmee der Force Publique mit 800 Soldaten unter Louis Napoléon Chaltin die Region und konnte die 2000 Mahdisten in der Schlacht von Rejaf besiegen. Chaltin sollte mit seinen Truppen weiter Richtung Khartum marschieren, hatte dazu aber nicht die Kräfte und begann zum Ärger der Briten Gebiete des Bahr al-Ghazal zu besetzen, welche eigentlich laut Vertrag den Briten zustanden. Nach britischen Drohungen zogen sich die Belgier zurück.
Léon Hanolet wurde der Nachfolger Chaltins.
In der Folgezeit gab es zahlreiche Spannungen zwischen den Briten und Leopold II., der daraufhin 1906 Lado zu einem starken Militärstützpunkt mit zwölf Geschützen ausbauen ließ.
Nach Ende des Pachtvertrages wurde das Gebiet der Lado-Enklave 1910 in den Anglo-Ägyptischen Sudan eingegliedert. Die Südhälfte wurde 1912 an das britische Protektorat Uganda abgetreten.